# Giro fusiforme
El giro fusiforme o giro occípitotemporal lateral es una circunvolución cerebral, ubicada en la cara basal del lóbulo temporal. Es responsable del reconocimiento facial y su lesión provoca prosopagnosia, alucinaciones de rostro, sinestesia.

## Anatomía
El giro fusiforme se encuentra en el lóbulo temporal en la superficie basal del hemisferio cerebral, entre el giro temporal inferior por fuera y el giro parahipocampal por dentro.

Giro (gyrus) y sus Surcos limitantes

Los giro (en latín: gyrus) son las elevaciones tortuosas de la superficie del cerebro producidas al plegarse la corteza. Están limitados y definidos por los surcos (en latín:sulcus).

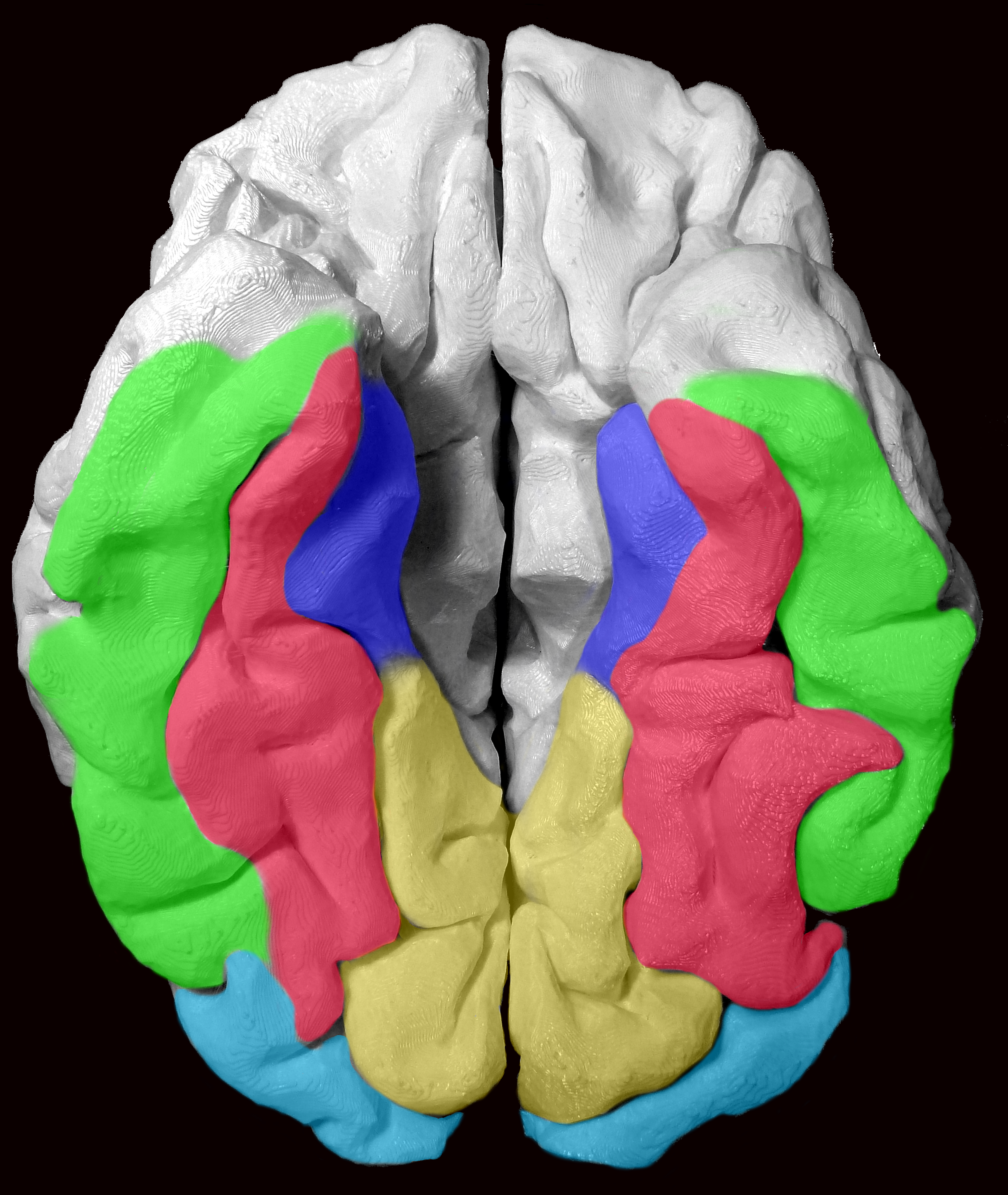
Cerebro humano 3D visto desde abajo.
Giro fusiforme o occipitotemporal lateral
en rojo. Para-Hipocampo en azul. Temporal inferior en verde.

El giro fusiforme esta limitado por dentro por el surco colateral y por fuera  el surco occípitotemporal lo separa del giro temporal inferior.

## Estructura

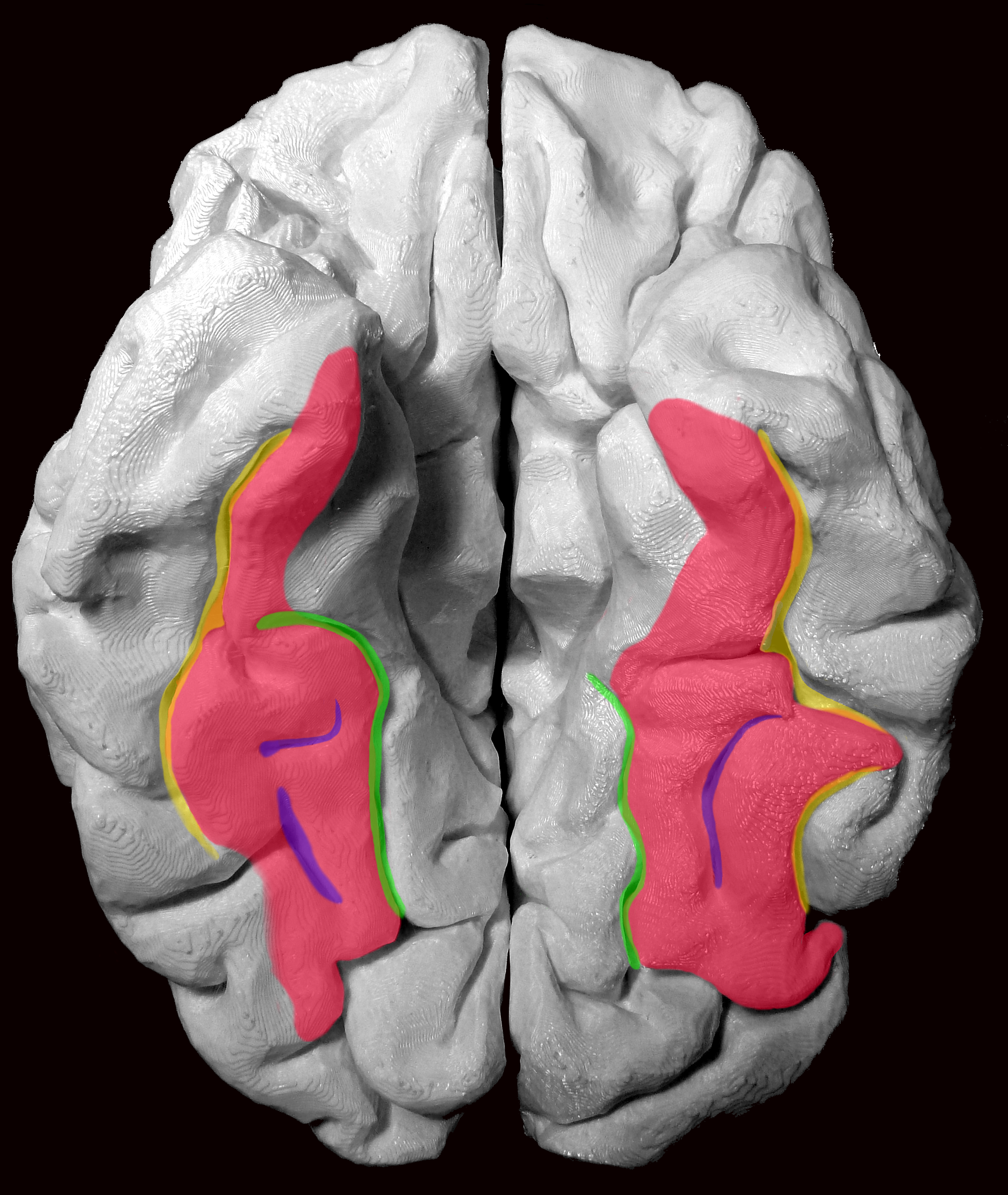
Giro fusiforme en rojo, surco fusiforme central en azul
surco colateral en verde.
surco occípitotemporal.

El giro fusiforme presenta un surco central superficial, que determina un sector lateral (externo) y un sector medial (interno), llamados giro fusiforme lateral y giro fusiforme medial.

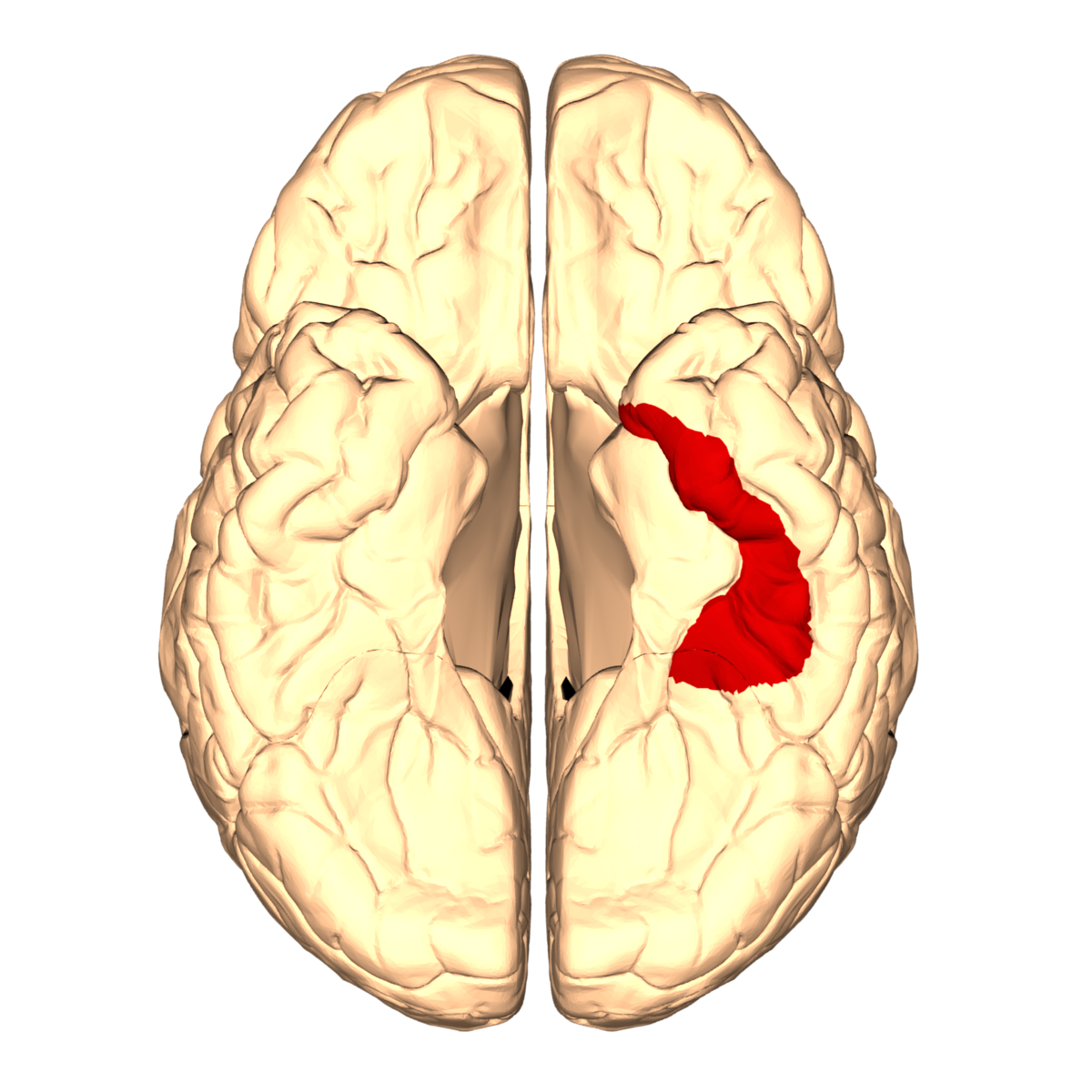
Área de Brodmann 36

La porción anterior e interna del giro fusiforme corresponde aproximadamente al área de Brodmann 36 (BA 36). En tanto el surco colateral al
área citoarquitectural 35 de Brodmann.

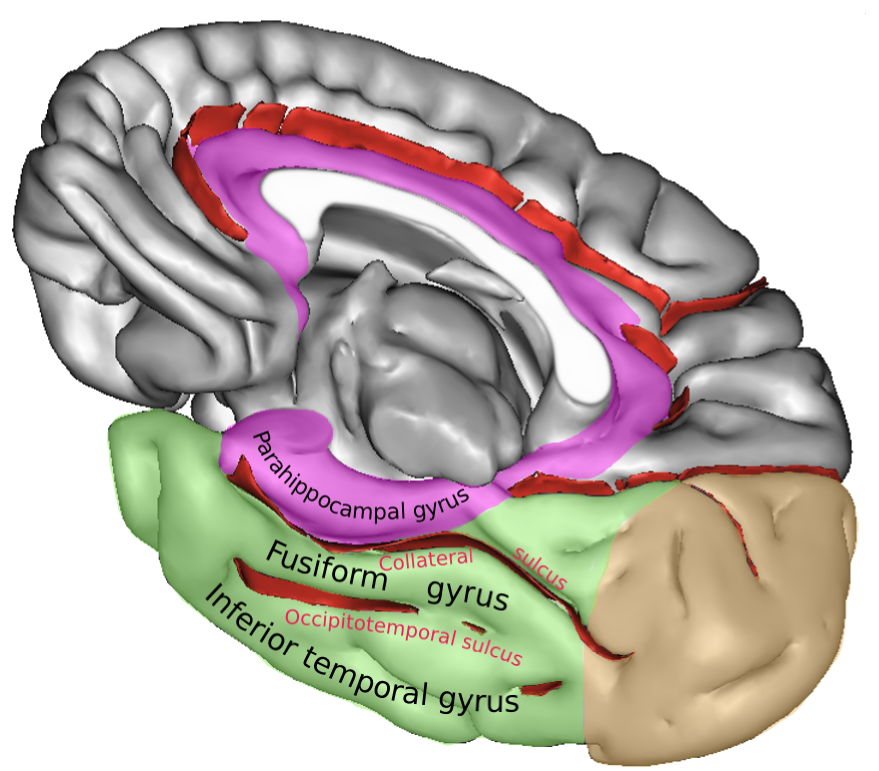
Hemisferio derecho visto desde abajo.
Giro fusiforme en verde y Surcos limitantes

## Función
Las funciones de la circunvolución fusiforme se identificaron por su alteración o ausencia, causada por lesiones corticales cerebrales. Estos primeros estudios se basaron en la histología.

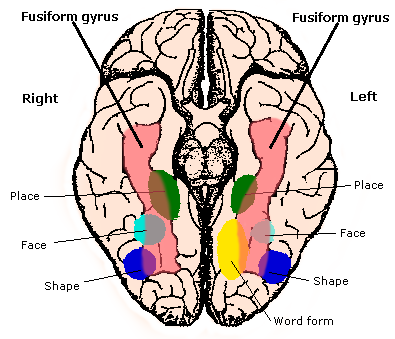
Cerebro:
Giro Fusiforme en rojo. El área FFA "rostro" en azul claro (Face).
Área FP "lugar" en verde (Place)
Área FS "forma" en azul (Shape)

Los estudios modernos por imágenes funcionales (RMNf, TEP), son capaces de localizar áreas con funciones específicas dentro del giro fusiforme de manera no invasiva en un sujeto de estudio sano.

Algunas de las funciones descubiertas en el giro fusiforme incluyen el Reconocimiento de:
Caras (Face) 
Formas (Shape) 
Lugares (Place)